# Деркач, Терентий Васильевич
Терентий Васильевич Деркач — советский хозяйственный, государственный и политический деятель, Герой Социалистического Труда.

## Биография
Родился в 1894 году. Член КПСС.
С 1905 года — на хозяйственной, общественной и политической работе. В 1905—1972 гг. — участник революционного движения, участник установления Советской власти, участник Гражданской войны, организатор сельскохозяйственного производства и выращивания сахарной свеклы в Украинской ССР, главный агроном Наркомата земледелия Украинской ССР, заместитель начальника Главного управления сахарной свёклы и других технических культур Министерства сельского хозяйства Украинской ССР.
Указом Президиума Верховного Совета СССР от 26 февраля 1958 года присвоено звание Героя Социалистического Труда с вручением ордена Ленина и золотой медали «Серп и Молот».
Умер в Киеве в 1979 году.

## Награды и звания
- Герой Социалистического Труда (26.02.1958).
- орден Ленина (26.02.1958)
- орден Трудового Красного Знамени (23.01.1948; 27.08.1971)
- орден «Знак Почёта» (10.09.1945; 30.04.1966)